# Bakırköy

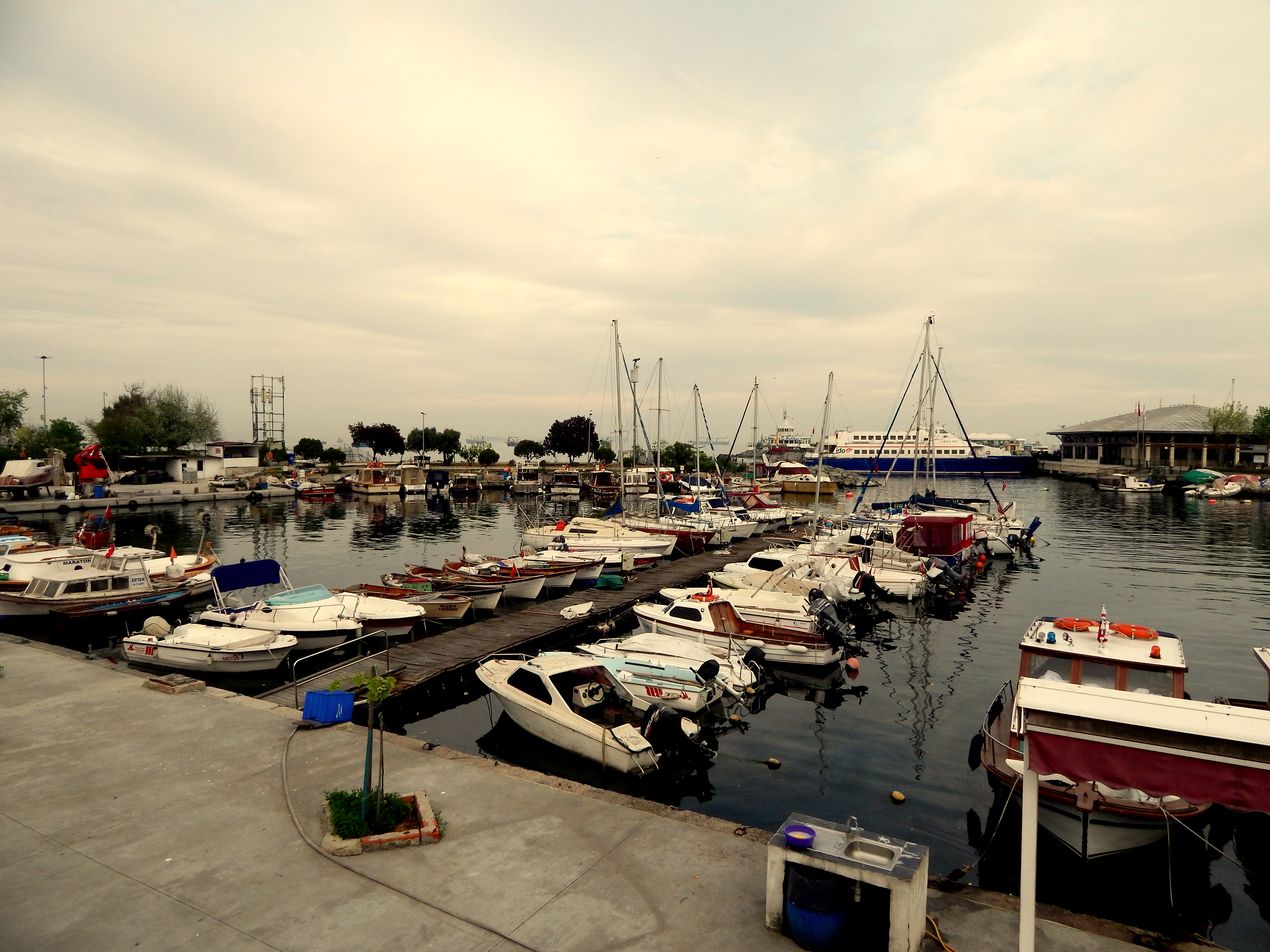
Bakırköy Marina

Bakırköy là một huyện thuộc tỉnh İstanbul, Thổ Nhĩ Kỳ. Huyện có diện tích 32 km² và dân số thời điểm năm 2007 là 214821 người, mật độ 6713 người/km².